# Bengt Hedræus
Bengt (Benedictus) Hedraeus, född 1608 i Norra Öxnäs, Högsäters socken, Älvsborgs län, död 4 januari 1659 i Uppsala, var en svensk astronom och en av Sveriges första instrumentkonstruktörer för astronomi och geodesi.

## Biografi
Bengt Hedraeus var son till smeden Kristiern Bengtsson och Brita Larsdotter samt bror till lantmätaren och markscheider Tomas Hederæus. Han blev student vid Uppsala universitet 1631 och deltog därpå i det svenska befästningsarbetet i Livland. Därefter fick han stipendium för att bedriva studier i fortifikation, och han inskrevs 1641 vid universitetet i Leiden. Hemkommen till Sverige fick han tillstånd att starta en instrumentsverkstad i Stockholm, och där började han ett av sina viktigaste verk. Hedræus blev tillsammans med Georg Stiernhielm, och möjligen Johannes Bureus, den förste i Sverige som konstruerade instrument för astronomi och geodesi, och den förste som hade en regelbunden sådan tillverkningsindustri. Han författade också verk om instrumentkonstruktion, och hans arbete om och vidareutveckling av astrolabiet blev kända över hela världen. Hans bror började använda detta i gruvindustrin i Stora Kopparberget, vilket troligen är Hedraeus förtjänst.
Bland Hedræus efterlämnade skrifter finns också en i astronomi, Nova et accurata astrolabii geometrici structura, ubi gradus horumque singula minuta prima, nec non quadrantis astronomici azimuthalis qua non solum prima sed et singula minuta secunda distincte observari possunt (1643), där han bland annat beskriver nonieskalan. 
1649 blev han professor i praktisk matematik (mekanik) vid Uppsala universitet, och han flyttade då sin instrumentsverkstad dit. Han utövade påverkan på Jan Hevelius och sägs ha varit drottning Kristinas lärare i astronomi. Som professor hade han att föreläsa i praktisk matematik, och han gav föreläsningar i geometri, instrument och kartografi. Hedræus var en av krafterna bakom bildandet av det första Uppsala astronomiska observatorium. 
Två år före sin död, 1657, bytte han tjänst som professor från praktisk matematik till matematik. 
Bengt Hedraeus var gift med Barbara Andræ Bruun, som var dotter till Anders Torstani Holmdalius, som var fältprost och superintendent för norrländska armén, och Elisabeth Canuti Lenaea som var syster till ärkebiskop Johannes Canuti Lenaeus.